# Malado Kaba

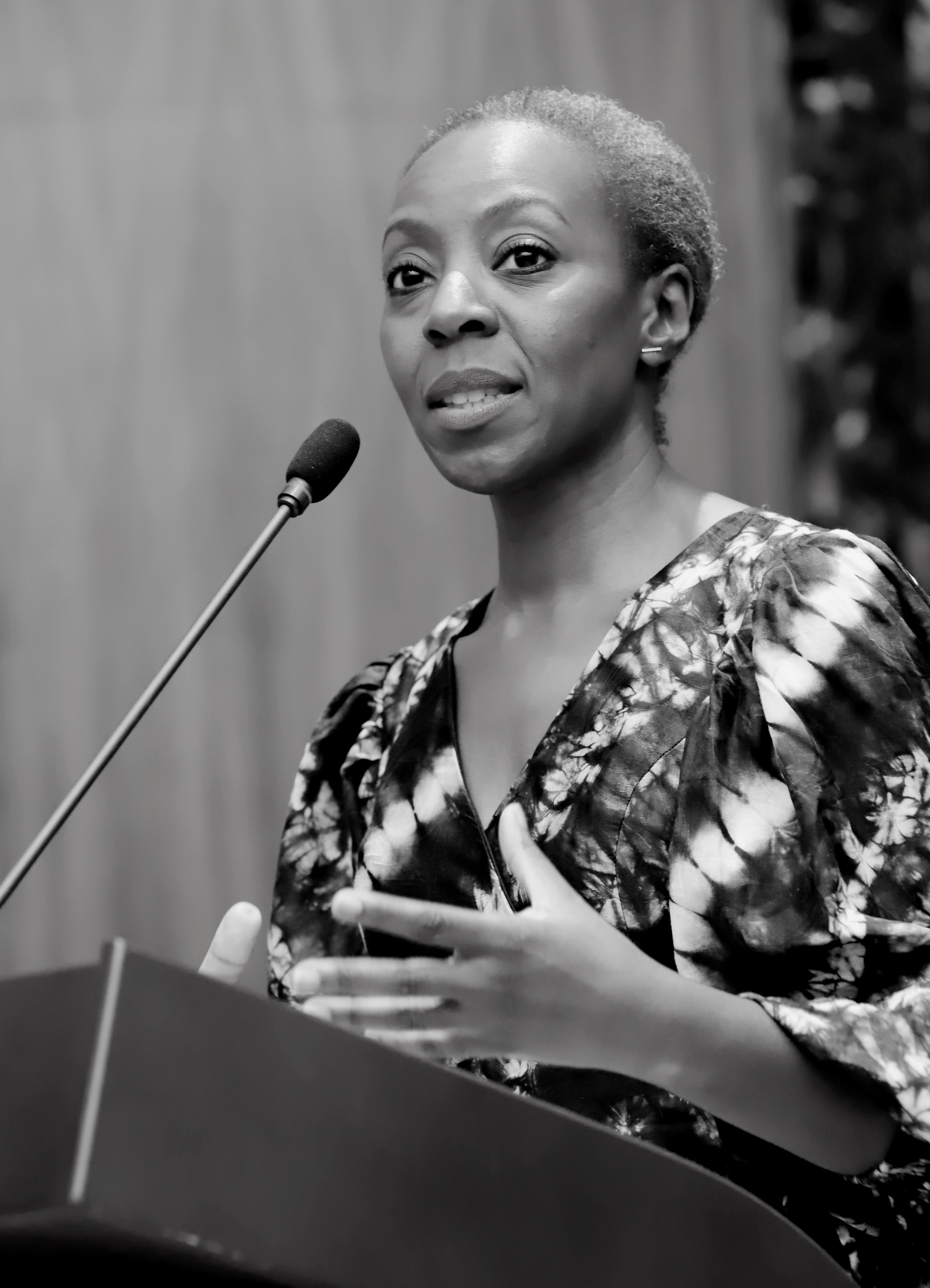
Malado Kaba, 2017

Malado Kaba (* 1971) ist eine guineische Ökonomin und Politikerin. Sie war von Januar 2016 bis Mai 2018 Wirtschafts- und Finanzministerin Guineas.

## Leben
Kaba wuchs in Frankreich auf. Sie schloss 1994 ihr Studium der Entwicklungsökonomie an der Universität Paris-Nanterre ab. Von 1996 bis 1999 arbeitete sie im guineischen Wirtschafts- und Finanzministerium, wo sie makroökonomische Analysen durchführte. Sie arbeitete ab 1999 etwa 15 Jahre lang als Beraterin für die Europäische Kommission, wo sie unter anderem für Entwicklungshilfe in Afrika und der Karibik zuständig war. Ihr Fokus lag dabei auf Makroökonomie. Ab 2004 war sie zwei Jahre lang in Jamaika eingesetzt, 2009 begann sie in Südafrika zu arbeiten.
Sie wurde im Juni 2014 Landeschefin der Africa Governance Initiative (AGI) von Tony Blair in Guinea. Im Januar 2016 wurde sie schließlich zur Wirtschafts- und Finanzministerin des Landes ernannt. Damit wurde Kaba die erste Frau, die diesen Posten bekam. Sie verließ die Regierung am 29. Mai 2018. Mit ihrem Ausscheiden als Ministerin wurde sie Beraterin des African Women Leadership Fund der Afrikanischen Union. Am 28. August 2019 wurde sie Präsidentin des Rates für die Regulierung der öffentlichen Elektrizitäts- und Wasserversorgung. Im Jahr 2018 war sie eine Mitgründerin einer Beratungsagentur.
Im Mai 2022 wurde Malado Kaba zum Direktor der Abteilung Gender, Frauen und Zivilgesellschaft der Afrikanischen Entwicklungsbank (AfDB) ernannt. Die Bestellung auf seine Position erfolgt mit Wirkung zum 16. Juni 2022.